# Lancer du disque masculin aux Jeux olympiques d'été de 1964
Navigation
Rome 1960 Mexico 1968
L'épreuve du lancer du disque masculin aux Jeux olympiques de 1964 s'est déroulée le 15 octobre 1964 au Stade olympique national de Tokyo, au Japon.  Elle est remportée par l'Américain Al Oerter.

## Résultats

### Finale
| Rang               | Athlète            | Pays                       | Essais | Essais | Essais | Essais        | Essais        | Essais        | Marque | Note |
| Rang               | Athlète            | Pays                       | 1      | 2      | 3      | 4             | 5             | 6             | Marque | Note |
| ------------------ | ------------------ | -------------------------- | ------ | ------ | ------ | ------------- | ------------- | ------------- | ------ | ---- |
| Médaille d'or      | Al Oerter          | États-Unis                 | 57,65  | 58,34  | 55,11  | 54,37         | 61,00         | -             | 61,00  | OR   |
| Médaille d'argent  | Ludvík Daněk       | Tchécoslovaquie            | 59,73  | 58,83  | X      | 60,52         | 58,38         | 57,17         | 60,52  |      |
| Médaille de bronze | Dave Weill         | États-Unis                 | X      | 59,49  | 56,24  | 56,15         | 55,94         | 52,45         | 59,49  |      |
| 4                  | Jay Silvester      | États-Unis                 | 56,99  | X      | 57,54  | 57,46         | 59,09         | X             | 59,09  |      |
| 5                  | József Szécsényi   | Hongrie                    | 54,34  | 52,14  | 56,97  | 57,23         | X             | 54,66         | 57,23  |      |
| 6                  | Zenon Begier       | Pologne                    | 57,06  | 52,45  | 55,83  | X             | X             | 56,68         | 57,06  |      |
| 7                  | Edmund Piątkowski  | Pologne                    | 52,94  | 55,81  | 53,87  | Non qualifiés | Non qualifiés | Non qualifiés | 55,81  |      |
| 8                  | Vladimir Trusenyov | Union soviétique           | 53,70  | 54,78  | 52,98  | Non qualifiés | Non qualifiés | Non qualifiés | 54,78  |      |
| 9                  | Kim Bukhantsov     | Union soviétique           | X      | 50,15  | 54,38  | Non qualifiés | Non qualifiés | Non qualifiés | 54,38  |      |
| 10                 | Roy Hollingsworth  | Royaume-Uni                | 53,74  | 53,87  | X      | Non qualifiés | Non qualifiés | Non qualifiés | 53,87  |      |
| 11                 | Hartmut Losch      | Équipe unifiée d'Allemagne | 51,44  | 52,08  | X      | Non qualifiés | Non qualifiés | Non qualifiés | 52,08  |      |
| 12                 | Viktor Kompaniyets | Union soviétique           | X      | 51,96  | X      | Non qualifiés | Non qualifiés | Non qualifiés | 51,96  |      |